# Clavelina oblonga
Clavelina oblonga är en sjöpungsart som beskrevs av William Abbott Herdman 1880. Clavelina oblonga ingår i släktet Clavelina och familjen klungsjöpungar. Inga underarter finns listade i Catalogue of Life.